# Ераклеа Миноа
Ераклеа Миноа је насеље у Италији у округу Агриђенто, региону Сицилија.
Према процени из 2011. у насељу је живело 17 становника. Насеље се налази на надморској висини од 34 м.